# Cabeza de Framontanos
Cabeza de Framontanos es una localidad española perteneciente al municipio de Villarino de los Aires, en la provincia de Salamanca, comunidad autónoma de Castilla y León. Se integra dentro de la comarca de Vitigudino y la subcomarca de La Ramajería.

## Toponimia
Framontanos deriva del vocablo «foramontano» y éste, a su vez, tiene dos interpretaciones etimológicas con respecto a su origen. Para unos deriva de las palabras latinas «foras monte» cuya traducción sería «fuera de la montaña» y para otros deriva de las palabras latino-germánicas «foras-munt» con significado de «custodio de la tierra de afuera».
La llamada «Terra de Foris» —en la documentación medieval— hace referencia al territorio repoblado por habitantes de las Asturias (cántabros y astures) al sur de la Cordillera Cantábrica y al este de Galicia, especialmente en la cuenca oriental del Sil y los habitantes del oeste de la meseta norte donde se repobló la Legio Civitas que posteriormente daría nombre al Reino de León en su expansión al sur del Duero (Zamora y Salamanca), donde ya la denominación de Foramontano viene siendo sustituida por la de leonés. 
Ha de tenerse en cuenta que la Castilla de aquella época era un territorio diferenciado al nordeste de la meseta norte y parte del valle del Ebro en torno a Burgos, origen de Castilla la Vieja, que pasó de ser un condado astur-leonés a ser un poderoso estado soberano (Reino de Castilla). Este territorio en la misma época que el centro y núcleo del Reino de León era nombrado Terra de Foris, el territorio de los condes Castilla y Vizcaya (Condado de Castilla) eran conocidos por Bardulia por ser repoblado por el pueblo bárdulo de afinidad vascona.
El término «foramontano» fue difundido por el periodista español Víctor de la Serna y Espina, hijo de la afamada Concha Espina, en su obra «Nuevo Viaje de España. La Ruta de los Foramontanos», por el que recibió el Premio Nacional de Literatura.
Según los anales castellanos, el movimiento foramontano se originó en Malacoria en el año 814 e irá conformando el territorio que posteriormente se conocerá como Castilla. Este movimiento repoblador experimentó un impulso con el conde Rodrigo de Castilla quien ocupa las fortalezas de Amaya, Mave (Monte Cildá) y Saldaña durante la época de la ocupación musulmana de la península ibérica.
Solo en la provincia de Orense existen cuatro pueblos con el topónimo de «Faramontaos»: Faramontaos (Carballeda de Avia), Faramontaos (Ginzo de Limia), Faramontaos (La Merca) y Faramontaos (Nogueira de Ramuín). En la provincia de Zamora existe Faramontanos de Tábara.

## Geografía
La Cabeza se encuentra situada en el noroeste de la provincia de Salamanca, en la denominada comarca de La Ramajería y a 78 km de Salamanca capital. Como otras localidades limítrofes, se encuentra integrada dentro del partido judicial, la junta lectoral y el CEAS de Vitigudino.
| Noroeste: Pereña de la Ribera | Norte: Villarino de los Aires | Nordeste: Trabanca           |
| Oeste: La Peña                |                               | Este: Ahigal de Villarino    |
| Suroeste: La Vídola           | Sur: Villar de Samaniego      | Sureste: Ahigal de Villarino |

## Historia
La fundación de Cabeza de Framontanos se fija en la Edad Media, debiéndose a las repoblaciones efectuadas por el rey Fernando II de León, apareciendo recogido como Cabeça de Foramentano en el siglo XIII, dentro del arcedianato de Ledesma, en el Reino de León. Posteriormente, en la lista de lugares del obispado salmantino de 1548 viene recogido ya como Cabeza de Framontanos.
Su historia, al igual que el resto de localidades salmantinas fronterizas con Portugal y ribereñas del Duero, nos indica que pertenecieron durante la Edad Media al concejo de Ledesma, y a sus respectivos señores medievales, o períodos de realengo. Coincidiendo con el Tratado de Alcañices, se indica que el concejo de Ledesma pertenecía al señorío del infante Don Pedro (1297). Posteriormente, el 22 de julio de 1315, en la celebración de las Cortes de Castilla y León en Burgos, las aldeas de Mieza, Aldea de Ávila, Darias, Cabeza de Framontanos (Cabeza de Furamontanos), Pereña (Penna) y Villarino de los Aires (Villarino de Arias) piden al nuevo monarca su restitución al concejo de Ledesma, con todos sus derechos, a lo que la Regencia del futuro rey Alfonso XI accede. Este antiguo texto hace presuponer que algunas de estas aldeas fueron fortificadas en dicha época, para así evitar nuevas ocupaciones portuguesas como las que realizó en 1296 el rey portugués Dionisio I, quien llegó hasta Simancas -anexionando posteriormente toda la comarca de Ribacôa-.
Durante los reinados de Alfonso XI, Pedro I y Enrique II el territorio de Las Arribes vuelve a señorializarse y fortificarse fuertemente, especialmente a partir de 1341. El territorio es donado a una sucesión de infantes bastardos, y futuras reinas y reyes, comenzando por el infante Fernando Alfonso, Señor de Ledesma (1341-1350), uniéndose su señorío al denominado de las cinco villas. Hacia 1500 se crea la «Roda de Villarino», quedando Cabeza de Framontanos asignada a ella.
Con la creación de las provincias actuales en 1833 Cabeza de Framontanos, entonces aún como municipio independiente, quedó adscrito a la de Salamanca, dentro de la Región Leonesa.

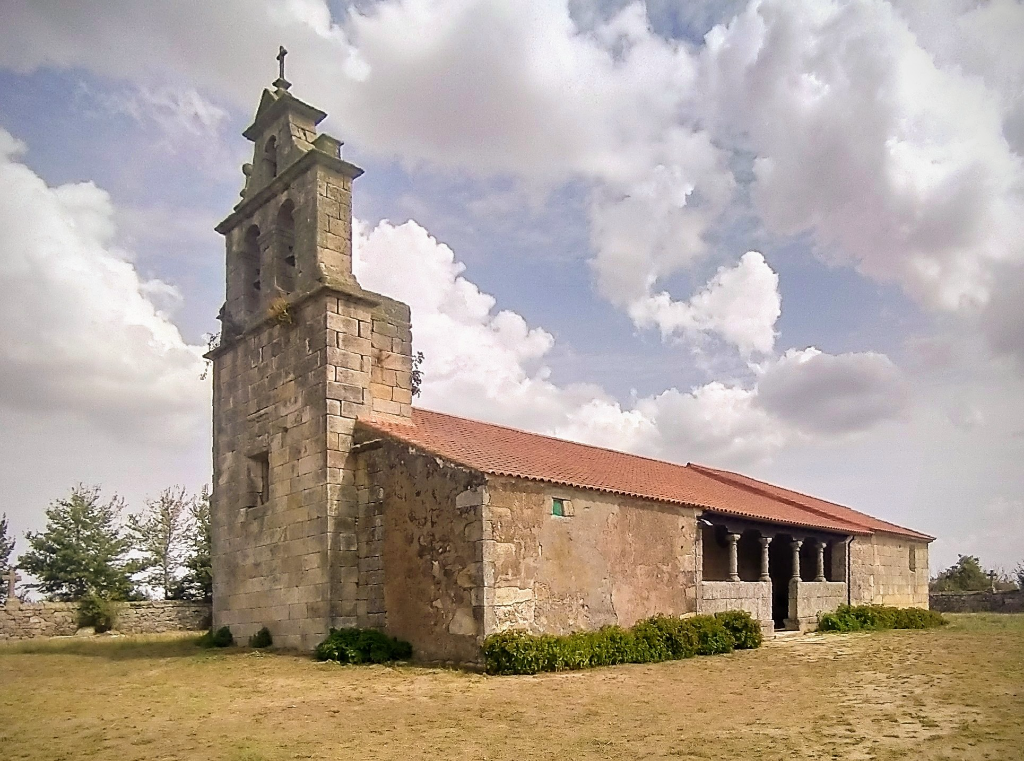
Iglesia de San Juan

Por otro lado, el destino de «las tres dehesas» (Cabeza de Framontanos, Trabanca y La Zarza de Don Beltrán) fue muy parecido, reforzándose así los lazos ya creados por una presumible comunidad de origen y profunda identidad cultural. Desde comienzos del siglo XVIII hasta principios del siglo XX se vive un periodo de gran estabilidad y evidente voluntad de concentración territorial. En cualquier caso, tanto La Cabeza, como Trabanca o La Zarza de Don Beltrán, constituían solo una parte ínfima y de poca relevancia en medio de unos patrimonios familiares diseminados en toda la geografía española, en Andalucía especialmente. Por lo que las consecuencias de la política patrimonial y matrimonial de las familias, no son más que pálidas consecuencias de unas estrategias cuyo centro se encontraba en otros lugares. 
En el siglo XX, entre 1919 y 1941, los arrendatarios adquieren la propiedad de las dehesas de La Cabeza y Trabanca.
El 14 de enero de 1975, tras publicarse en el BOE el decreto 3587/1974, de 20 de diciembre de 1974, Cabeza de Framontanos se incorpora al municipio limítrofe de Villarino de los Aires, a fin de garantizar la prestación de los servicios mínimos obligatorios, municipio al que permanece ahora.

## Demografía
| Gráfica de evolución demográfica de Cabeza de Framontanos entre 1842 y 1970 |
| |
| Población de derecho según los censos de población del INE Población de hecho según los censos de población del INEEn este censo se denominaba Cabezas de Framontanos: 1900 Entre el censo de 1981 y el anterior, este municipio desaparece porque se agrupa en el municipio 37364 (Villarino) |

| Gráfica de evolución demográfica de Cabeza de Framontanos entre 2000 y 2019             |
|                                                                                         |
| Fuente: Instituto Nacional de Estadística de España - Elaboración gráfica por Wikipedia |

Según el Instituto Nacional de Estadística, Cabeza de Framontanos tenía, a 1 de enero de 2019, una población total de 62 habitantes, de los cuales 35 eran hombres y 27 mujeres. Respecto al año 2000, el censo refleja 148 habitantes, de los cuales 66 eran hombres y 82 mujeres. Por lo tanto, la pérdida de población en la localidad para el periodo 2000-2019 ha sido de 86 habitantes, un 58% de descenso.

## Monumentos y lugares de interés
- Iglesia de San Juan Bautista